# MainMobil

Logo MainMobil

Main Mobil ist der gemeinsame Name von zwei Verkehrsunternehmen für den Öffentlichen Personennahverkehr in den benachbarten Städten Frankfurt am Main und Offenbach am Main.

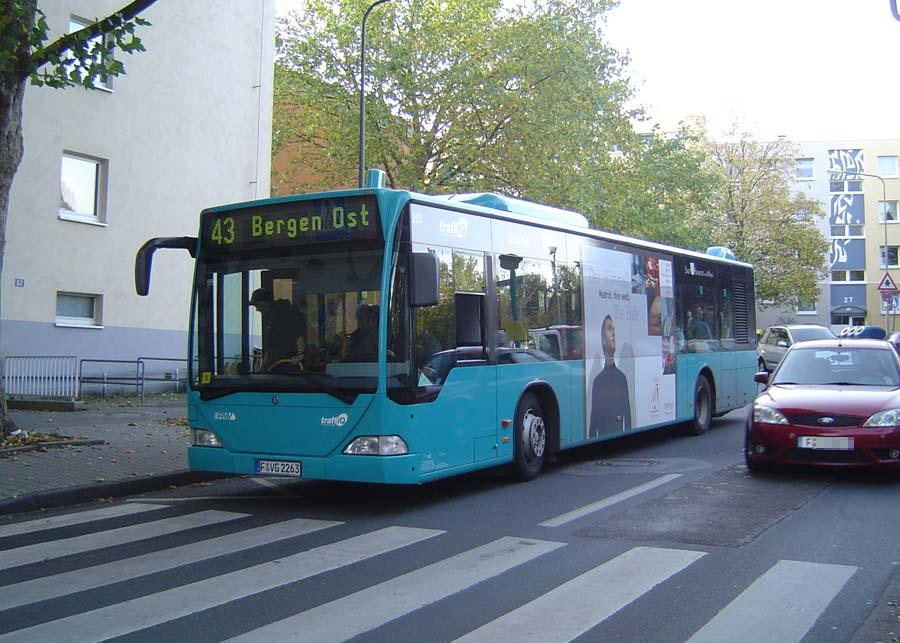
Citaro

Die Main Mobil Frankfurt GmbH (MMF) und die Main Mobil Offenbach GmbH (MMO) sind im Jahr 2004 als Produkt und Mittel der engeren Verflechtung der beiden Verkehrsunternehmen Verkehrsgesellschaft Frankfurt (VGF) und Offenbacher Verkehrsbetriebe GmbH (OVB) gegründet worden. Die VGF gehört zu 100 % der Stadtwerke Frankfurt Holding, die OVB gehört zu 100 % der NiO – Nahverkehr in Offenbach GmbH (NiO).
Anders als die VGF und die OVB sind MMF und MMO nicht an den Tarifvertrag für den Öffentlichen Dienst gebunden, zahlen nach dem LHO Tarif – oder in Anlehnung an diesen.

## Entstehung
Die MMF wurde zunächst als aquila Dienstleistungsgesellschaft mbH gegründet. Am 24. November 2004 wurde das Kapital zu 100 % an die VGF abgegeben, das Kapital auf 204.100 Euro erhöht, und die Firma in Main Mobil Frankfurt GmbH umbenannt. Die MMO ist am 24. März 2004 als quercus Dienstleistungsgesellschaft mbH mit einem Stammkapital von 25.000 Euro gegründet worden. Am 14. Oktober 2004 wurde das Kapital an die Stadtwerke Offenbach Holding (SOH) abgetreten, das Kapital auf ebenfalls 204.100 Euro erhöht, und die Firma in Main Mobil Offenbach GmbH umbenannt. Aktuell (2016) ist die NiO die Muttergesellschaft der OVB im Geschäftsbereich Mobilität.
Danach halten die VGF 51 % der Geschäftsanteile der MMF, und mit einem Anteil von 100.000 Euro 49 % der MMO, und die SOH (Stadtwerke Offenbach Holding) mit einem Anteil von 100.000 Euro 49 % der Geschäftsanteile der MMF und 51 % der MMO. Im gleichen Zuge erhielt die VGF einen Anteil von knapp 49 % an der OVB. Diese Verflechtung besteht nicht mehr.
Die kartellrechtliche Genehmigung der Verflechtung von VGF und OVB erfolgte im Jahre 2005 und im Jahre 2006 wurden die Kapitalbewegungen vollzogen. Der Einspruch der Deutsche Bahn AG wurde 2005 vom Oberlandesgericht Düsseldorf zurückgewiesen.

## Betrieb

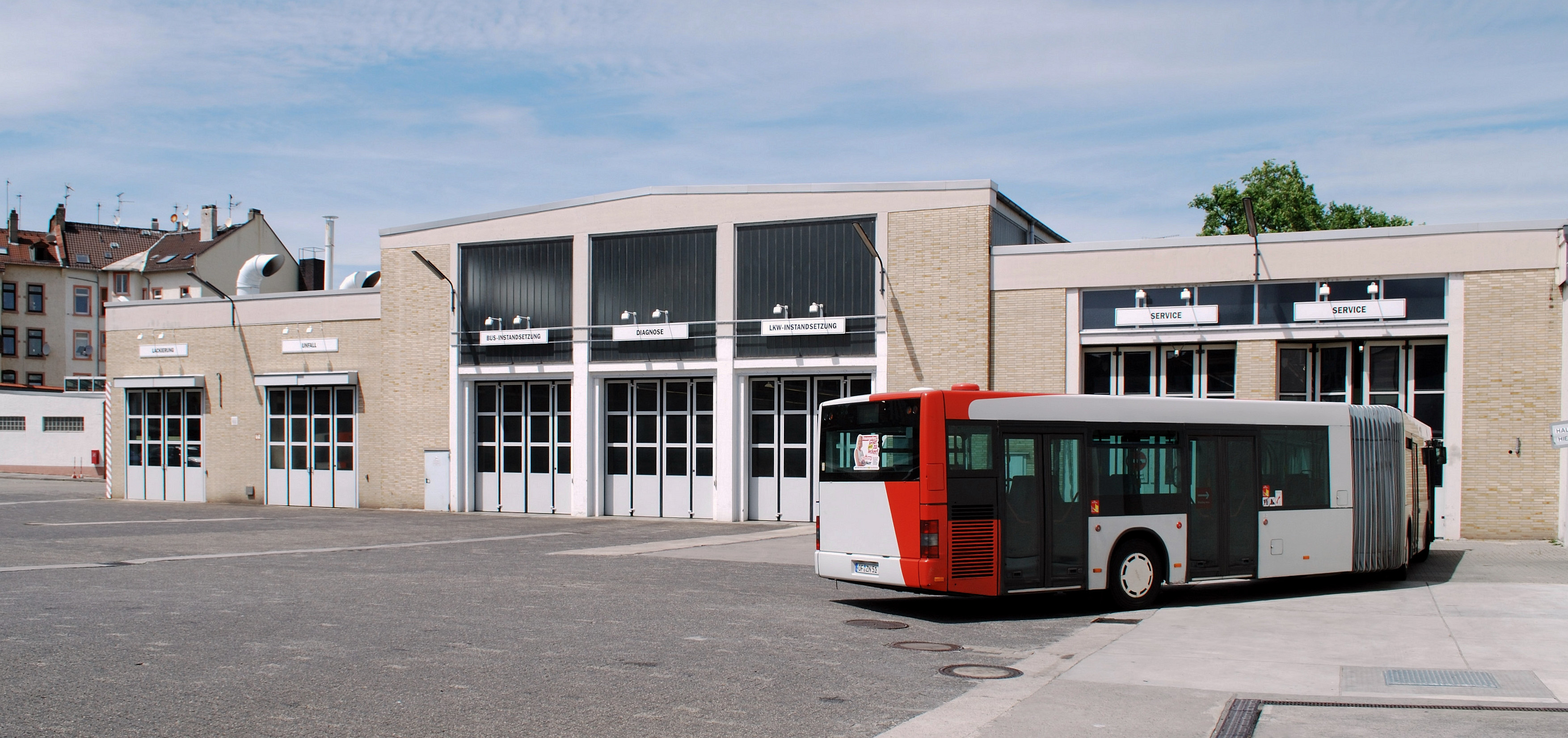
Das Depot in der Offenbacher Hebestraße ist das Zuhause der Main-Mobil-Offenbach GmbH

Zum Fahrplanwechsel vom 12. Dezember 2004 haben MMF und MMO ihren Betrieb aufgenommen, zunächst noch ohne die bereits beschlossenen Kapitalverflechtungen.
MainMobil Frankfurt bedient derzeit die Linien 38, 42, 43, 44, n5, n62 und n63, also Linien im Osten der Stadt Frankfurt im Auftrag der In-der-City-Bus GmbH mit 27 von der VGF geliehenen Solofahrzeugen vom Typ MB Citaro mit den Nummern 208, 211, 218, 252–275. Seit Ende September 2011 werden die Busse mit Videokameras nachgerüstet. Die Busse sind nur noch teilweise in dem Depot Hebestraße der OVB beheimatet. Seit Oktober 2011 fahren die 27 Busse auch auf den restlichen Linien des Linienbündel D. Auch die 108 Fahrer der beiden Main-Mobil-Gesellschaften (57 MMF, 51 MMO, Stand März 2007) sind in der Hebestraße zuhause und teilen dort die Sozial- und Arbeitsräume mit ihren Kollegen von der OVB. Von der Offenbacher Hebestraße aus haben die Busse kürzere Wege zu ihren Einsatzorten als vom Busdepot der VGF im Frankfurter Rebstockgelände.
Die MainMobil Offenbach fährt auf allen Linien der Offenbacher OVB. Im Dezember 2004 hatte die MMO die meisten Verkehrsleistungen übernommen, die bis dahin von der Main-Bus GmbH (0,8 Mio. Bus-km/Jahr) sowie von dem Urberacher Omnibusbetrieb Emil Lang (0,3 Mio. Bus-km/Jahr) gefahren wurden. Die Main Bus GmbH wurde aufgelöst; an ihr waren die OVB mit 40 %, die Andreas Bonifer Spedition und Verkehrsunternehmen GmbH und Co. KG mit ebenfalls 40 % und die Verkehrsgesellschaft Untermain mbH (VU) mit 20 % beteiligt.
Da die In-der-City-Bus das Linienbündel D (30, 31, 36, 38, 42, 43, 44 und 75) gewonnen hat, bestellte man 14 Gelenkbusse von Mercedes-Benz Citaro und 17 Solofahrzeugen von Solaris Urbino 12. Die Fahrzeuge haben die Nummern 413–426 und 111–127.
Die MainMobil Offenbach fährt heute ausschließlich für die OVB den städtischen Linienverkehr in Offenbach mit wenigen ausbrechenden Verkehren nach Frankfurt und in den Landkreis Offenbach. Fremde Linien (VGF) werden seit 2015 nicht mehr gefahren.